# Czarnożyły (gromada)
Czarnożyły – dawna gromada, czyli najmniejsza jednostka podziału terytorialnego Polskiej Rzeczypospolitej Ludowej w latach 1954–1972.
Gromady, z gromadzkimi radami narodowymi (GRN) jako organami władzy najniższego stopnia na wsi, funkcjonowały od reformy reorganizującej administrację wiejską przeprowadzonej jesienią 1954 do momentu ich zniesienia z dniem 1 stycznia 1973, tym samym wypierając organizację gminną w latach 1954–1972.
Gromadę Czarnożyły siedzibą GRN w Czarnożyłach utworzono – jako jedną z 8759 gromad na obszarze Polski – w powiecie wieluńskim w woj. łódzkim, na mocy uchwały nr 40/54 WRN w Łodzi z dnia 4 października 1954. W skład jednostki weszły obszary dotychczasowych gromad Czarnożyły, Leniszki, Wydrzyn i Gromadzice ze zniesionej gminy Czarnożyły w tymże powiecie. Dla gromady ustalono 27 członków gromadzkiej rady narodowej.
1 stycznia 1958 do gromady Czarnożyły przyłączono obszar zniesionej gromady Łagiewniki.
1 stycznia 1959 do gromady Czarnożyły przyłączono obszar zniesionej gromady Bieniądzice.
31 grudnia 1959 z gromady Czarnożyły wyłączono wieś Bieniądzice, wieś Niedzielsko oraz wieś i kolonię Urbanice włączając je do gromady Ruda.
Gromada przetrwała do końca 1972 roku, czyli do kolejnej reformy gminnej. 1 stycznia 1973 w powiecie wieluńskim reaktywowano gminę Czarnożyły.